# Малина 'Бриллиантовая'
Мали́на 'Бриллиа́нтовая' — ранний, ремонтантный сорт малины универсального назначения. Включён в Государственный реестр селекционных достижений по Центральному региону в 2006 году. Название сорта обусловлено характерным блеском ягод.

## Биологическое описание
Куст средней высоты, раскидистый, средней силы роста, 1—1,5 м высотой. Желательна подвязка, так как под тяжестью плодов побеги полегают. Побегопроизводительность средняя (5—6). Во влажные годы пораслеобразование усиливается.
Двухгодичные стебли светло-коричневые, прямые. Шипы средние (некоторые источники указывают, что побеги без шипов), мягкие, прямые с пурпуровым основанием, немногочисленные, по большей части расположены в основании побегов. Однолетние побеги к концу вегетации пурпуровые, слабошиповатые. Восковой налёт сильный, опушение слабое.
Листья средних размеров, зелёные с антоциановым оттенком, морщинистые, слабоскрученные. Зубчики по краям листочков острые. Чашелистики средние с простой опушённостью.
Боковые плодоносящие веточки голые с сильным восковым налётом. Цветки средних размеров, тычинки ниже пестиков.
Ягоды крупные, конические, одномерные, красно-рубинового цвета с ярким блеском, опушение слабое. Костянки средние, однородные, косточки крупные. Плодоложе удлинённо-коническое. Мякоть нежная, сладко-кислая, десертного вкуса, без аромата. Средняя масса ягод 4,1 г. Дегустационная оценка 4 балла. Состав: сахара 5,5 %, кислоты 1,2 %.
Начало созревания урожая — первая декада августа, плодоношение растянутое, но созревшие ягоды не загнивают на кусте до 5—7 дней. До осенних заморозков успевает созреть до 90 % урожая.

## В культуре
Рекомендуется для возделывания в Центральном и Центрально-Чернозёмном регионах.
Засухоустойчивость средняя, жаровыносливость высокая. Для Брянской области средняя урожайность 76,1 ц/га. Урожай 2,5—3 кг с куста.
Посадку следует осуществлять в самых освещённых местах сада. Даже незначительное притенение, которое допустимо для малины обыкновенной, у ремонтантных сортов существенно задерживает начало созревания ягод. В средней полосе России лучше размещать растения с южной стороны дома и заборов, на участках, защищённых от холодных северных ветров плодовыми деревьями или ягодными кустарниками. При перекопке на лёгких и средних суглинках желательно добавлять перегной, компост или верховой торф и стакан комплексных минеральных удобрений, обогащённых микроэлементами. Комплексные удобрения можно заменить одним стаканом суперфосфата и стаканом сернокислого калия. Удобрения вносят и в посадочную яму. Вместо минеральных можно вносить органические удобрения. Недостаток в почве калия и микроэлементов можно компенсировать внесением древесной золы. На кислых почвах используют известь или доломитовую муку.
В условиях средней полосы России оптимальный срок осенней посадки ремонтантных саженцев — период с начала октября и до устойчивых осенних заморозков. Растения сажают в лунки диаметром 30—35 см и глубиной 25—30 см. У правильно посаженных растений корневая шейка должна быть на уровне поверхности почвы. Расстояние между рядами 1,5—2,0 м, между растениями в ряду — 0,7—0,9 м.
Осенью с наступлением устойчивых заморозков (в средней полосе России — в конце октября или в первой половине ноября, в южных регионах — вплоть до конца ноября) срезают все отплодоносившие однолетние побеги.
Размножение можно осуществлять посредством укоренения отрезанных на уровне земли отпрысков. Хорошо укореняются отпрыски только тогда, когда их высота не превышает 5 см, а листочки ещё красные.